# Бурное озеро (Ленинградская область)
Бу́рное (фин. Kunnustainen) — озеро на территории Каменногорского городского поселения Выборгского района Ленинградской области.

## Общие сведения
Площадь озера — 2,8 км², площадь бассейна — 74,9 км². Располагается на высоте 34,2 метра над уровнем моря.
Форма озера лопастная, вытянутая с юго-запада на северо-восток. Берега сильно изрезаны. Из юго-западной оконечности озера выпадает ручей, соединяющий озеро Бурное с озером Зайцево и далее, через реку Дымовка, с Вуоксой.
Вдоль северо-западного берега озера проходит линия железной дороги Выборг — Хийтола, образуя рядом с озером остановочный пункт Хаколахти.
Код водного объекта в государственном водном реестре — 01040300211102000012523.